# Lady Bug (videogioco)

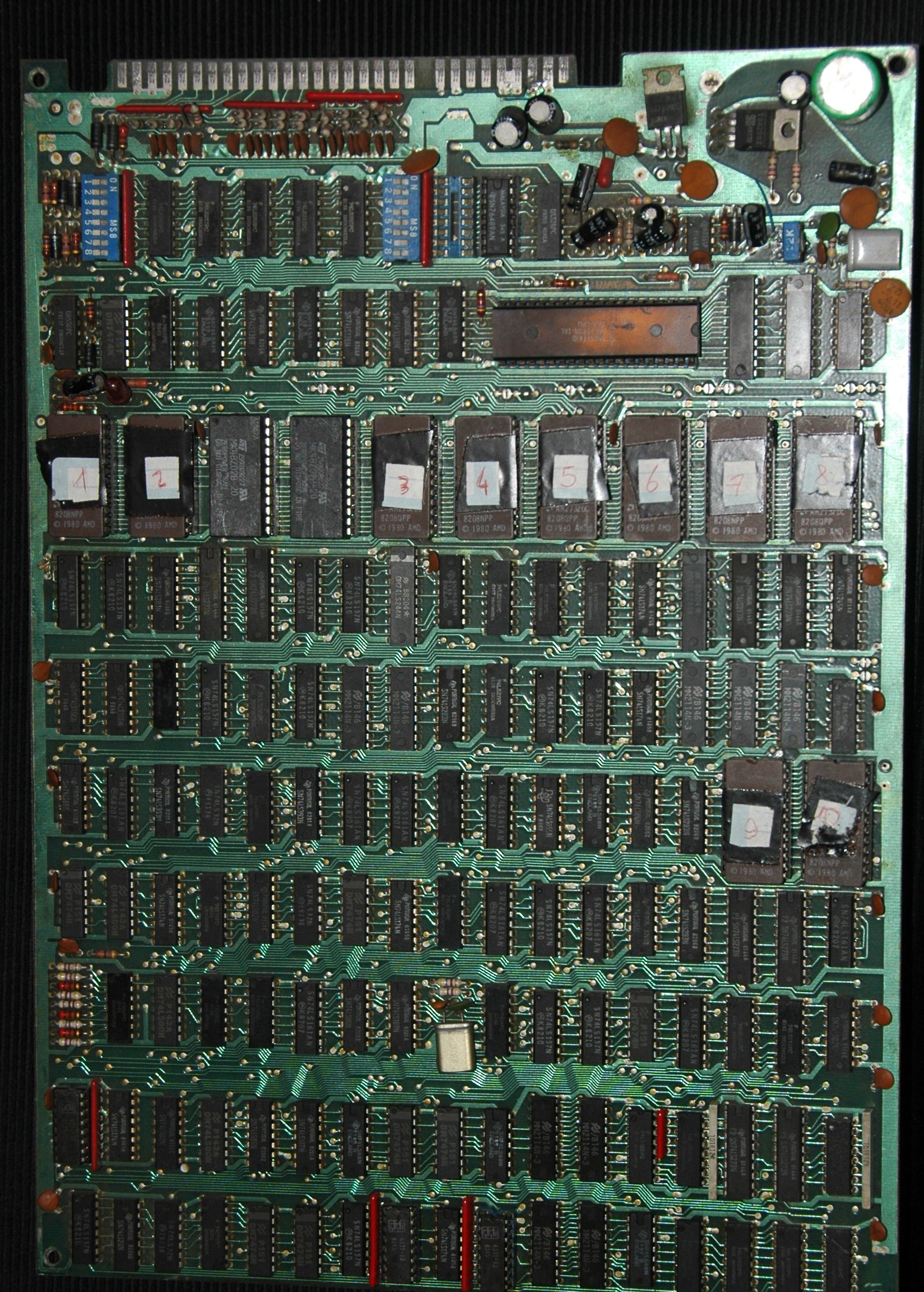
Una scheda elettronica di Lady Bug.

Lady Bug (レディーバグ?, Redī Bagu), lett. "coccinella", è un videogioco d'azione della Universal uscito in sala giochi nel 1981, e successivamente pubblicato anche per Intellivision e ColecoVision dalla Coleco. Appartiene al genere labirinto sulla scia di Pac-Man, ma si presenta leggermente più complesso, e i personaggi sono insetti.

## Modalità di gioco
Il giocatore controlla con un joystick una coccinella che può muoversi nelle quattro direzioni dentro un labirinto. Molte delle pareti sono in realtà porte girevoli che possono assumere due posizioni: la coccinella è in grado di attraversarle, e così facendo ne cambia la disposizione, mentre per i nemici esse sono invalicabili. Non è comunque possibile isolarsi completamente sfruttando le porte. I nemici sono insetti che spuntano fuori uno alla volta fino a un massimo di quattro, periodicamente, da una casella centrale; cambiano di aspetto a seconda del livello, e uccidono la coccinella se la toccano.
Il labirinto è pieno di fiorellini, lo scopo del gioco è mangiarli tutti per passare al livello successivo. Sono presenti inoltre alcuni teschi immobili, letali per la coccinella; se invece a toccarli è un nemico, questo verrà rispedito nella casella centrale, per poi uscirne nuovamente.
Si possono mangiare anche alcuni bonus, immobili ma dai colori cangianti, rosso/giallo/blu: cuoricini che moltiplicano il punteggio, e lettere che andranno a comporre due parole, "EXTRA" per vincere una vita e "SPECIAL" per ottenere una partita omaggio. Il giocatore dovrà prestare attenzione ai colori che le lettere assumono: il rosso è il colore relativo a "SPECIAL" e il giallo quello a "EXTRA", per cui le lettere presenti in una delle due parole soltanto (come la S o la T, per fare un paio di esempi) dovranno essere preferibilmente prese quando si accende il colore corrispondente, altrimenti conferiranno solo punti bonus (al pari delle lettere raccolte quando si colorano di blu).  
Non c'è modo per uccidere direttamente i nemici, tuttavia, una volta che questi sono usciti tutti quanti, nella casella centrale apparirà un vegetale che se raccolto li renderà immobili, ma pur sempre letali, per un po'. Le specie di insetti nemici sono in tutto otto. Ognuno dei primi otto livelli presenta quattro insetti uguali; dal nono in poi si vedranno invece quattro insetti differenti tra loro, nelle combinazioni più disparate.

## Adattamenti e cloni
Il gioco fu convertito per le console Intellivision e ColecoVision. Nella versione per ColecoVision se l'utente completa la scritta "SPECIAL" accede a un livello bonus (Vegetable Harvest) in cui deve mangiare il maggior numero possibile di ortaggi che appaiono casualmente nello schermo entro un determinato tempo. Nella versione per Intellivision manca invece la scritta "SPECIAL", e dunque non è qui possibile ottenere una partita gratis.
Nel 1983/1984 Micro Power pubblicò per Commodore 64, BBC Micro e Acorn Electron un clone del gioco denominato Bumble-Bee, dove la coccinella è sostituita da un bombo mentre i nemici non sono insetti ma ragni.
Nel 1982 un catalogo di giochi per Atari 2600 pubblicato da Coleco riportava una versione di Lady Bug dal lancio imminente. Il gioco non fu però mai distribuito. Nel 2006 John W. Champeau ha pubblicato una versione homebrew del gioco per Atari 2600 attraverso il sito AtariAge.